# 塔尔巴哈台

塔尔巴哈台在新疆的位置（1820年）

塔爾巴哈臺（达斡尔语：《达汉对照词典》记音符号），中國旧地名，是清代新疆的一個政區，即塔爾巴哈臺參贊大臣轄區。其治所綏靖城又稱塔爾巴哈臺城，簡稱塔城，即今新疆塔城市及周边。

## 建置沿革
塔爾巴哈臺因盛產灰旱獺而得名。在蒙古语系的蒙古語及达斡尔语中，「塔爾巴哈臺」意思是“有旱獭的地方”：旱獭在蒙古语中称为“塔尔巴哈”（汉语拼音字母：tarbaga），「臺」为狀語词缀「有…的」。元初時為大汗蒙哥之子昔里吉封地，後入察合台汗国。明末，塔爾巴哈臺為西蒙古土爾扈特部牧地，1640年，四卫拉特和外喀尔喀蒙古诸部在塔尔巴哈台山会盟，制定《喀尔喀·卫拉特法典》，共同应对满清势力对蒙古各部的威胁。後该地被準噶爾部吞併，土爾扈特部落大多西遷至額濟勒河（伏爾加河）一帶。清乾隆二十年（1755年），清滅準噶爾，塔爾巴哈臺一帶納入版圖。
乾隆二十九年（1764年），參贊大臣綽勒多率綠營兵在原土爾扈特牧地雅爾築城，名曰肇豐城（今哈萨克斯坦烏爾扎爾）。同年，置塔爾巴哈臺參贊大臣一人，駐肇豐城。乾隆三十一年（1766年），因雅爾氣候寒冷，時任參贊大臣的阿桂奏請於雅爾以西二百里之楚呼楚（今塔城市）築城，乾隆皇帝御賜城名曰綏靖城，移塔爾巴哈臺參贊大臣駐綏靖城。此後，綏靖城又被稱作塔爾巴哈臺城，簡稱塔城。塔爾巴哈臺參贊大臣管轄的區域，稱塔爾巴哈臺。其地東至拜山（北塔山），北至烏隴古河（烏倫古河）、布倫托海（烏倫古湖）、額爾齊斯河與科布多為鄰，西至巴爾喀什湖，西南至勒布什河與伊犁為界，南臨古爾班通古特沙漠。
光緒十四年（1888年），以其地置塔爾巴哈臺直隸廳，隸屬於伊塔道。裁撤塔爾巴哈臺參贊大臣，移伊犁副都統來駐，改稱“塔爾巴哈臺副都統”。次年，於舊城東南一里處築新城，此後老城又稱“漢城”，新城又稱“滿城”。
中華民國初年，廢直隸廳，由新疆省析置塔爾巴哈臺區域，為一级行政区。1913年，塔爾巴哈臺併入新疆省，改為塔城縣。